# Hu Bo
Dans ce nom chinois, le nom de famille, Hu, précède le nom personnel.
Hu Bo (胡波, ou sous son nom d'écrivain Hu Qian (胡遷) est un écrivain et cinéaste chinois né le 20 juillet 1988 à Jinan (Shandong) et mort le 12 octobre 2017. Il est connu hors de Chine surtout pour son film An Elephant Sitting Still, à l'issue de la réalisation duquel il s'est suicidé.

## Biographie
Il est diplômé en 2014 en réalisation cinématographique de l'Académie de cinéma de Pékin.
Une des causes de son suicide serait les relations avec les deux producteurs de son premier et unique long métrage.

## Œuvres littéraires
- Huge Crack (大裂), 2017
- Bullfrog (牛蛙), 2017
- Farewell to the Faraway (远处的拉莫), 2018

## Filmographie
- 2014 : Distant Father (court métrage, scénario)
- 2014 : Ye ben (Night Runner, court métrage)
- 2016 : Jing li de ren (Man in the Well, court métrage)
- 2018 : An Elephant Sitting Still, adaptation de Huge Crack

## Distinctions
- 2014, pour Distant Father : meilleur réalisateur au Golden Koala Chinese Film Festival (Australie ?)
- 2018, pour An Elephant Sitting Still, meilleur film à la 55e cérémonie des Golden Horse Film Festival and Awards